# Derecho germánico
Se denomina derecho germánico al conjunto de normas por las que se regían los pueblos germánicos que invadieron el imperio romano de occidente.
No poseían un código legislativo, por lo que se regían bajo el derecho consuetudinario. Sin embargo, tras el contacto con la forma de vida romana, surgieron algunos códigos de leyes promulgados por los reyes, como es el caso del Código de Eurico.
Era un Derecho mucho más primitivo que el Derecho romano, típico de poblaciones seminómadas, con una idea de la propiedad mucho más restringida, motivo por el cual fue cediendo terreno a este último a medida que los germanos invasores se fueron estableciendo en los territorios europeos y adoptando el sistema de vida romano.
En el Derecho penal son famosas las ordalías aplicadas en el Derecho Germánico. Con las ordalías se pretendía determinar la culpabilidad o no de una persona. Incluso podía tratarse de un tercero ajeno al proceso el que se sometiese a la prueba (ordalías de representación). 
Un acusado debía demostrar su inocencia sometiéndose a pruebas tales como sostener una piedra al rojo vivo, o agua hirviendo. En ocasiones también se obligaba a los acusados a permanecer largo tiempo bajo el agua. Si era capaz de soportarlo, se entendía que Dios le ayudaba por no ser culpable. La naturaleza de las mismas tenía carácter de medio de prueba y juicio de Dios.

## Influencia en el Derecho posterior
El derecho germánico se considera el tercer ordenamiento jurídico, en orden de importancia y después del Derecho romano y el Derecho canónico, para la formación del Derecho occidental actual.
Se considera que figuras como las relaciones jurídicas mancomunadas o la comunidad de bienes proceden directamente del Derecho germánico, dado que el Derecho Romano se basaba en la idea de propiedad individual y parcialidad.